# Hidrostatika
Hidrostatika je grana hidromehanike (mehanika fluida) koja se bavi pojavama i silama u tekućinama koje miruju. Tri su osnovna zakona hidrostatike: 
- U tekućini koja ispunjava zatvorenu posudu vanjski se tlak širi jednoliko na sve strane (Pascalov zakon ili hidrostatički tlak). Hidrostatički tlak je tlak koji u tekućini nastaje zbog njezine težine. Pokusima možemo dokazati da se tlak u tekućini:
  - povećava s dubinom;
  - jednak je na svim mjestima na istoj dubini (u istoj tekućini);
  - djeluje jednako u svim smjerovima.

Praktičnu primjenu ima taj zakon kod hidraulične preše.
- Svako tijelo uronjeno u tekućinu gubi od svoje težine onoliko koliko je teška njime istisnuta tekućina (Arhimedov zakon). Dakle, na tijelo uronjeno u tekućinu djeluje uzgon, koji je jednak i suprotno usmjeren težini istisnute tekućine. Drugim riječima može se reći: "Tijelo uronjeno u tekućinu lakše je za težinu istisnute tekućine".

- Kada tijelo pluta na površini tekućine, težina mu je jednaka težini tekućine što je istisnuta onim dijelom tijela koji se nalazi ispod razine tekućine.[1]

## Hidrostatički paradoks
Hidrostatički paradoks ili Arhimedov paradoks (Arhimed) glasi:
- Sila koju stvara hidrostatički tlak na vodoravno dno bilo kakve posude zavisi od dubine nestlačive tekućine i iznosa površine dna posude, a ne zavisi od oblika posude.

Tako je u četiri posude različitih oblika, otvorenih prema istom atmosferskom tlaku pa, gdje je dubina vode H iznad jednakih iznosa površine A, i sila hidrostatičkog tlaka na dno svih posuda ista.

## Zakon o spojenim posudama
Spojene posude su međusobno povezane posude tako da se tekućina u njima može slobodno gibati iz jedne u drugu. Visina stupca tekućine u svim je spojenim posudama jednaka, što se naziva zakonom o spojenim posudama. 
Ako uzmemo cijev u obliku slova U i nalijemo u nju vodu, vidjet ćemo da će voda u jednom i drugom kraku biti jednako visoko. To proizlazi iz činjenice što hidrostatski tlak na svakom mjestu cijevi koja spaja posude ovisi samo o visini stupca tekućine do površine nad tim mjestom. Kad bi visine obiju strana kod cijevi istog presjeka bile različito visoke, značilo bi da s jedne strane djeluje veća sila nego s druge, pa bi to izazvalo strujanje tekućine dok se ne bi izjednačile visine u posudama. U vodokaznoj cijevi kotla voda stoji jednako visoko kao i u kotlu. Kad se u blizini rijeke iskopa bunar, voda koja se iz rijeke provlači kroz pjeskovito tlo, takozvana temeljna voda, napuni bunar i stoji jednako visoko kao što je i vodostaj rijeke. 
Nalaze li se u U cijevi dvije tekućine koje se ne miješaju, na primjer ulje i voda, dakle različitih specifičnih težina, obje razine tekućina u istoj visini. Ulje ima manju specifičnu težinu γ1, pa je potreban viši stupac ulja da svojim pritiskom drži ravnotežu stupcu vode u drugom kraku. Vrijedi:
{\displaystyle {\frac {\gamma _{1}}{\gamma _{2}}}={\frac {\rho _{1}}{\rho _{2}}}={\frac {h_{2}}{h_{1}}}}
Zaključak: specifične težine, odnosno gustoće dviju tekućina u spojenim posudama odnose se obrnuto proporcionalno kao visine njihovih stupaca. Iz navedenog izraza vidimo da ovakva cijev omogućuje određivanje specifične težine neke tekućine ako su poznate ostale 3 veličine.